# (4288) Tokyotech
(4288) Tokyotech ist ein Hauptgürtelasteroid, der am 8. Oktober 1989 von Takuo Kojima von der Sternwarte in Chiyoda aus entdeckt wurde.
Der Asteroid wurde am 19. August 2008 nach dem Tōkyō Kōgyō Daigaku benannt, der Technischen Hochschule Tokio.